# Jean Resseguié
Pour les articles homonymes, voir Jano.
Jean Resseguié, dit Jano Resseguié, né le 29 octobre 1963 à Montauban, est un journaliste sportif, animateur de radio et commentateur de football français. 
Figure emblématique du paysage radiophonique français, il a longtemps travaillé pour RMC, où il a passé 37 années, de 1988 à 2025. Il y a commenté 2587 matchs de football, dont 312 de l’équipe de France, ainsi que 7 coupes du monde et 7 championnats d'Europe, ce qui lui a valu le surnom de « la voix du foot ».

## Biographie

### Famille, jeunesse et études
Jean Resseguié est originaire du Tarn-et-Garonne et fils d’un père photographe.
Sa passion pour le football naît à l’occasion de l'épopée des « Verts » en Coupe des clubs champions européens 1975-1976 et du SC Bastia en Coupe UEFA 1977-1978. C’est à travers la radio, avec les commentaires de Bernard Spindler et Didier Beaune sur Radio Monte-Carlo, qu’il découvre ces événements.
Il poursuit ensuite un parcours académique, obtenant d'abord un CAP photographie ainsi qu’un BTS métiers de l'audiovisuel.

### Carrière

#### Les premiers pas dans le journalisme
Jean Resseguié commence sa carrière journalistique à Bas Quercy Radio, première radio libre de Montauban. À cette époque, il côtoie plusieurs jeunes talents prometteurs, dont Jean Abeilhou et Jean-Wilfrid Forquès. 
Il poursuit ensuite avec des piges pour Sud Radio, avant d’être repéré par RMC, qui lui confie ses premières missions de terrain. Il commente son premier match de football professionnel — Toulouse-Lille — le 5 mars 1988, une date qu’il considère comme fondatrice dans sa carrière.
En 1989, il est officiellement recruté en contrat de travail à durée indéterminée par RMC en tant que correspondant permanent à Toulouse. Il partage son activité entre les reportages d'actualité générale et les commentaires sportifs, en couvrant notamment les matchs du Toulouse Football Club et du Stade toulousain.
Installé à Montpellier, il se consacre exclusivement au journalisme sportif en 1997. 
Il commence à suivre l’équipe de France de football à partir de 1999.

#### La «voix du foot» sur RMC (2001-2025)
En janvier 2001, à la suite du rachat de RMC par Alain Weill, Jean Resseguié rejoint Monaco, où se trouve le siège de la station, pour présenter dans un premier temps le journal des sports dans la matinale de Jean-Jacques Bourdin. 
L'été suivant, il est envoyé au Japon et en Corée du Sud pour commenter la Coupe des confédérations 2001. Lorsque la radio déménage à Paris, il s’installe également dans la capitale. Ce tournant marque un nouveau départ pour Jean Resseguié, qui devient alors le principal commentateur de football de RMC.
En septembre 2002, il lance l'émission Larqué Foot aux côtés de Jean-Michel Larqué, diffusée le dimanche matin de 10 h à 12 h. Surnommée « la messe du foot », l'émission devient culte. À partir de 2007, elle est également diffusée le vendredi après-midi de 16 h à 18 h. Parallèlement, il se voit confier la présentation des émissions Luis attaque avec Luis Fernandez (2004-2006) et Coach Courbis avec Rolland Courbis (2006-2010). 
En septembre 2012, il met fin à ses activités d'animateur pour se consacrer exclusivement aux commentaires de matchs en direct :  Ligue 1, Ligue des champions, Ligue Europa, Coupe de France, Équipe de France.
Le 5 mars 2018, Jano Resseguié célèbre ses 30 ans d'antenne sur RMC,,.
De 2019 à 2021, il commente la Ligue Europa sur RMC Story et la Ligue des champions sur RMC Sport. Il assure notamment le commentaire de la finale de la Ligue des champions 2019 avec Éric Di Meco sur BFM TV, puis celui de l'édition 2021 avec Jérôme Rothen sur RMC Story.
En 2024, il produit une série de podcasts de neuf épisodes intitulée JO 1984 : Des Bleus en Or, consacrée à l’équipe de France de football aux Jeux olympiques d'été de 1984.
En juin 2025, après 37 années de collaboration ininterrompue avec RMC, Jano Resseguié quitte la station,.

#### RTL et L’Équipe (depuis 2025)
En juillet 2025, RTL annonce l’arrivée de Jano Resseguié dans l’équipe de RTL Foot, émission présentée par Éric Silvestro et diffusée les vendredis, samedis et dimanches soir,.
Parallèlement, il rejoint la chaîne L’Équipe, où il intervient chaque semaine dans l’émission L'Équipe de Greg, animée par Grégory Ascher,.

#### Autre
À partir du 17 septembre 2011, Jano Resseguié est chroniqueur, avec une autre personnalité de radio Eugène Saccomano (RTL), dans l'émission C Samedi Foot animée par Francesca Antoniotti et Lionel Rosso sur CFoot. La chaîne cesse d'émettre fin mai 2012.

## Résumé de ses activités à caractère artistique et médiatique

### Publications
- Jean-Michel Larqué, Jean Resseguié et Hugues Berthon, Vert de rage, Calmann-Lévy, janvier 2010 (ISBN 978-2702141038)
- Jean-Michel Larqué, Jean Resseguié et Hugues Berthon, Les secrets d'un fiasco, Éditions du Toucan, juillet 2010 (ISBN 978-2810003891)
- Jean-Michel Larqué, Jean Resseguié et Hugues Berthon, Lettre à Thierry : Souvenirs et coups de gueule, Éditions du Toucan, mai 2014 (ISBN 978-2810005802)
- Jean Resseguié et Vincent Delzescaux, Toulouse Football Club : L'incroyable parcours en Coupe de France du TéFéCé, Talent Sport, novembre 2023 (ISBN 2378153368)

### Événements sportifs commentés
- Coupe du monde de football 1998
- Coupe du monde de rugby à XV 1999
- Championnat d'Europe de football 2000
- Coupe du monde de football 2002
- Championnat d'Europe de football 2004
- Coupe du monde de football 2006
- Championnat d'Europe de football 2008
- Coupe du monde de football 2010
- Championnat d'Europe de football 2012
- Coupe du monde de football 2014
- Championnat d'Europe de football 2016
- Coupe du monde de football 2018
- Coupe du monde féminine de football 2019
- Championnat d'Europe de football 2020
- Coupe du monde de football 2022
- Championnat d'Europe de football 2024
- Football aux Jeux olympiques d’été de 2024